# Qualificazioni al campionato europeo maschile di calcio 1968 - Gruppo 7

## Classifica
| Pos | Squadra     | Pti | G | V | N | P | GF | GS | DR  |
| --- | ----------- | --- | - | - | - | - | -- | -- | --- |
| 1   | Francia     | 9   | 6 | 4 | 1 | 1 | 14 | 6  | +8  |
| 2   | Belgio      | 7   | 6 | 3 | 1 | 2 | 14 | 9  | +5  |
| 3   | Polonia     | 7   | 6 | 3 | 1 | 2 | 13 | 9  | +4  |
| 4   | Lussemburgo | 1   | 6 | 0 | 1 | 5 | 1  | 18 | -17 |

## Risultati
| Arbitro: | Erwin Vetter |

|                                                   |           |  |
| Jarosik 49’ Liberda 54’ Grzegorczyk 73’ Sadek 87’ | Marcatori |  |

| Arbitro: | Gerhard Schulenburg |

|                       |           |                 |
| Di Nallo 26’ Lech 85’ | Marcatori | 51’ Grzegorczyk |

| Arbitro: | John Keith Taylor |

|                    |           |          |
| Van Himst 51’, 54’ | Marcatori | 57’ Lech |

| Arbitro: | Laurens van Ravens |

|  |           |                                |
|  | Marcatori | 8’ Herbet 40’ Revelli 41’ Lech |

| Arbitro: | Karl Göppel |

|  |           |                                           |
|  | Marcatori | 19’, 36’ Van Himst 30’, 59’, 73’ Stockman |

| Lussemburgo 16 aprile 1967, ore 16:00 | Lussemburgo   | 0 – 0 referto | Polonia | Stadio Josy Barthel (7,229 spett.)\| Arbitro: \| Einar Poulsen \| |
| Arbitro:                              | Einar Poulsen |               |         |                                                                   |

| Arbitro: | Toimi Olkku |

|                                 |           |          |
| Lubański 28’, 41’ Szołtysik 72’ | Marcatori | 52’ Puis |

| Arbitro: | Ferdinand Marschall |

|              |           |                                      |
| Brychczy 26’ | Marcatori | 13’ Herbin 33’, 85’ Di Nallo 63’ Guy |

| Arbitro: | Juan Garay Gardeazábal |

|                   |           |                                      |
| Devrindt 15’, 35’ | Marcatori | 26’, 51’, 70’ Żmijewski 45’ Brychczy |

| Arbitro: | Francesco Francescon |

|            |           |              |
| Herbin 84’ | Marcatori | 37’ Claessen |

| Arbitro: | William O'Neill |

|                            |           |  |
| Thio 62’, 76’ Claessen 66’ | Marcatori |  |

| Arbitro: | Aníbal da Silva Oliveira |

|                             |           |           |
| Charly Loubet 42’, 47’, 53’ | Marcatori | 85’ Klein |

## Classifica marcatori
4 reti
- Paul Van Himst

3 reti
- Jacques Stockman
- Fleury Di Nallo
- Georges Lech

- Charly Loubet
- Janusz Żmijewski

2 reti
- Roger Claessen
- Johan Devrindt
- Johnny Thio

- Robert Herbin
- Lucjan Brychczy

- Ryszard Grzegorczyk
- Włodzimierz Lubański

1 reti
- Wilfried Puis
- André Guy
- Yves Herbet

- Hervé Revelli
- Jean Klein
- Andrzej Jarosik

- Jan Liberda
- Jerzy Sadek
- Zygfryd Szołtysik